# یوسوکه سگاوا
یوسوکه سگاوا (انگلیسی: Yusuke Segawa؛ زادهٔ ۷ فوریهٔ ۱۹۹۴) بازیکن فوتبال اهل ژاپن است.